# Зорица Мирковић
Зорица Зоћа Мирковић (Косовска Митровица, 15. фебруар 1951) југословенско-српска је филмска, телевизијска и позоришна глумица.

## Биографија
Зорица Мирковић је рођена 15. фебруара 1951. године у Косовској Митровици. Глуму је дипломирала 1974. године на Академији за позориште, филм, радио и телевизију у класи професора Мирослава Миње Дедића. На Фестивалу монодраме и пантомиме добила је награду „Златна колајна” за монодраму Чучук Стана. „Награду Бора Станковић” добила је за улогу Љубице Обреновић у представи Куме књегиње. Такође, добила је и „Похвале Народног позоришта” за улоге Сашењке у представи Просидба, Марице у представи Сумњиво лице и Кеке у представи Рибарским свађама. Филм „Делфини су сисари” где је играла главну улогу, добио је „Специјалну награду жирија” у Монтреалу и био је номинован за Оскара у категорији кратких филмова.

## Филмографија
| Год.       | Назив                                 | Улога                   |
| ---------- | ------------------------------------- | ----------------------- |
| 1973.      | Љубавни случај сестре једног министра |                         |
| 1974.      | Ујеж                                  | Софија                  |
| 1974.      | Породични оркестар                    |                         |
| 1974-1975. | Отписани                              | Милица                  |
| 1976.      | Грлом у јагоде                        | Добрила „Каламити Џејн” |
| 1976.      | Кога чекаш куме                       |                         |
| 1982.      | Двије половине срца                   |                         |
| 1997.      | Делфини су сисари                     |                         |

## Улоге у позоришту

### Народно позориште у Београду
- Рибарске свађе (Кека)
- Сумњиво лице (Марица)
- Ноћна фрајла (Ноћна фрајла)
- Дом Марије помоћнице (Лојска)
- Куме књегиње (Књегиња Љубица Обреновић)
- Просидба (Сашењка)
- Учене жене (Андријета)
- Ивкова слава (Мариола)
- Рат и мир (Соња Ростова)
- Чучук Стана (Чучук Стана)
- Ковачи (Лујза)
- Рибарске свађе (Пашква)